# Szerzőijog-ellenesség

A svéd kalózpárt által létrehozott szerzőijog-ellenes kezdeményezés, a Kopimi logója

A szerzőijog-ellenesség (angol eredeti: anti-copyright) az irodalmi, tudományos és művészeti alkotások oltalmára vonatkozó jogszabályok (összefoglaló néven a szerzői jog) teljes vagy részleges elutasítása.
A szerzői jog tulajdonjog, azt biztosítja, hogy az alkotó (másképpen a jogtulajdonos) tulajdonként, vagyontárgyként rendelkezhet a saját alkotásával („mű”), azaz joga van azt másolni és terjeszteni, illetve másokat felhatalmazni, például a művet reprodukálni, abból újabb műveket készíteni, forgalmazni, nyilvános helyen megmutatni, előadni. A szerzői jogi szabályozás célja (például a Magyarországon hatályos – módosított – 1999. évi LXXVI. törvény bevezetése szerint „meghatározó szerepet tölt be a szellemi alkotás ösztönzésében”. Ezen érvelés lényege, hogy a szerzői jogi védelem ösztönzi újabb alkotások megszületését azzal, hogy a szerzői művek alkotói számára biztosítja azt, hogy korlátozhassák műveiknek lemásolását és felhasználását egy meghatározott időtartam leteltéig.
A szerzőijog-ellenes mozgalmak fő érvelése, hogy a szerzői jogi védelem sosem váltotta be a hozzá fűzött reményeket, és nem járult hozzá a társadalom fejlődéséhez vagy újabb alkotások elkészüléséhez. Egyes szerzőijog-ellenes csoportok gazdasági és kulturális alapon támadják a szerzői jog intézményét. Mások, elsősorban az internetes és webes technológiák területén, úgy érvelnek, hogy a modern információs technológiai vívmányok meghaladják a szerzői jogi korlátokat, és utóbbiakat a jelenlegi technológia biztosította lehetőségekhez kellene igazítani.

## A szerzői jogok elleni érvek

### Gazdasági érvek

#### A védelem gyengíti a kreativitásra való hajlandóságot
„A szerzői jog királyi kiváltságból formális és végül széles körben használt törvénnyé alakulása elméletben hozzájárulna a zeneszerző kiadásból származó bevételeinek növekedéséhez. A mennyiségi összehasonlításunk bizonyítékai szerint, melyben Beethoven szerzői jogi rendszer nélküli bevételeit hasonlítottuk össze Robert Schumann jövedelmével, melyet a szinte teljesen általános európai jogi védelem mellett szerzett, a legjobb esetben is kérdéses azon elmélet jogosultsága, hogy a szerzői jogok alapvetően megváltoztatták a zeneszerzők vagyoni helyzetét. A Giuseppe Verdi munkásságával kapcsolatos minőségi elemzésekből levonható, hogy Verdi – aki az első jelentős zeneszerző volt, aki élvezhette az új olasz szerzői jogok védelmi rendszerét, és lehetősége volt ezekre alapozva maximális haszonra szert tenni – esetében a szerzői jogok jelentős változást jelentettek. Számára a szerzői jogi rendszer teljes kiaknázásán alapuló magasabb díjazás érezhetően csökkentette a zeneszerzési erőfeszítéseit.”

#### Nem fogyatkozó erőforrás
Az egyik érvrendszer szerint a szerzői jogi rendszer létjogosultsága semmis, mivel – eltérően a fizikai tulajdontól – a szellemi tulajdon nem véges, így annak „tulajdonként” való kezelése – véleményük szerint – az állam által kreált fikció. Eszerint a szerzői jogok megsértése – a lopástól eltérően – nem fosztja meg az áldozatot az eredeti tulajdonától, és emiatt a szerzői jog megsértésének üldözése az állam általi agresszió.

### Történelmi összehasonlítás
Nehézségekbe ütközik még annak bizonyítása is, hogy a szerzői jogok gazdaságilag akár a szerzők többségének hasznot eredményeznek. Höffner összehasonlította a 19. századi egyesült királyságbeli és Németországban élő szerzőket, ahol a német szerzők esetében nem létezett még szerzői jogi védelem, és azt találta, hogy Németországban több könyvet írtak és olvastak, valamint a német szerzők nagyobb bevételre tettek szert, mint az egyesült királyságbeli kortársaik.

### Az információtechnológiával kapcsolatos érvek

#### Web 2.0
A Piratbyrån egyik alapítója, Rasmus Fleischer szerint a szerzői jogok egyszerűen képtelenek voltak lépést tartani az Internet létrejöttével, és emiatt elavultak. Érvelése szerint az internet és különösen az – interaktivitást és felhasználói megosztásokat előtérbe helyező – Web 2.0 magának a „másolás” fogalmának a bizonytalanságát is felveti.
…
Fleischer központi érve az, hogy a szerzői jogi védelem az internettel kapcsolatban elavult, és hogy betartatásának költségei irreálisak, és emiatt az erre alapuló üzleti modelleknek figyelembe kellene vennie a darknet-hatást (zárt terjesztésű, kontrollálhatatlan alhálózatok).

## Fordítás
- Ez a szócikk részben vagy egészben  az   Anti-copyright című angol Wikipédia-szócikk ezen változatának fordításán alapul.  Az eredeti cikk szerkesztőit annak laptörténete sorolja fel. Ez a jelzés csupán a megfogalmazás eredetét és a szerzői jogokat jelzi, nem szolgál a cikkben szereplő információk forrásmegjelöléseként.